# روبرتا فاچین
روبرتا فاچین (ایتالیایی: Roberta Faccin؛ زادهٔ ۲۸ آوریل ۱۹۵۷) بازیکن بسکتبال اهل ایتالیا بود. وی در بازی‌های المپیک تابستانی ۱۹۸۰ شرکت کرده‌است.